# ليبورانو
ليبورانو (بالإيطالية: Leporano)‏ هي بلدية في مقاطعة تارانتو في إقليم بوليا الإيطالي.

## السكان
في سنة 1861 بلغ عدد السكان 1٬445 نسمة، وتطور العدد ليصل في سنة 2011 لـ 7٬802 نسمة.
يظهر هذا المخطط البياني تطور النمو السكاني لـ ليبورانو